# FilePlanet
FilePlanet é um serviço de download de videogame que fornece demos, patches, mods e outros materiais para jogadores.
O serviço foi lançado por GameSpy, e é operado pela mesma companhia, que agora é uma subsidiária da IGN.
FilePlanet foi ao ar pela primeira vez em 1999, consistindo em cerca de 10.000 arquivos, a maioria relacionada ao Quake 2.